# Uromacerina ricardinii
Uromacerina ricardinii, ou também Cercophis auratus , é a única representante da espécie Uromacerina, sendo uma espécie de cobra da família dos xenodontinae.

## Taxonomia
A espécie foi descrita em 1837 por Hermann Schlegel.

## Divisão
Esta espécie é endêmica do Brasil. É encontrada nas regiões nordeste, sul e sudeste nos estados de São Paulo, Santa Catarina, Rio de Janeiro, Paraná, Rio Grande do Sul, Pará, Bahia, Espírito Santo e Minas Gerais.

## Característica gerais
É uma espécie rara. Possui o corpo delgado e a cauda proporcionalmente longa, chega a atingir 120 cm de comprimento total. Se alimenta de sapos e lagartos. É provida de dentição áglifa. Isso significa que todos os dentes são aproximadamente de mesmo tamanho e formato. Nesses animais não há dentição especializada para a inoculação de veneno. Sendo assim este animal não é venenoso e a sua mordida, como ato de defesa, não traz maiores problemas.

## Habitat
É encontrada ao longo da costa atlântica e nas regiões florestadas.
Diurna e arborícola (vive em árvores).

## Distribuição
Ocorre apenas no Brasil (Nordeste, sul e sudeste).

De acordo com a Lista Vermelha do Livro Vermelho da Fauna Brasileira Ameaçada de Extinção 2018 do ICMBio, a espécie encontra-se no estado pouco preocupante de extinção. Já de acordo com a Lista de espécies de flora e fauna ameaçadas de extinção do Estado do Pará. Avaliação de 2007, a espécie encontra-se vulnerável .